# 傳說BB
傳說BB（レジェンドBB/LEGEND BB）是SD GUNDAM系列繼SD高達三國傳後，為慶祝BB戰士誕生25週年推出的模型系列。

## 系列介紹
本系列與以往最大分別，是模型再次回歸80年代末的內容規格（例如說明書再次連載今石進手繪漫畫、除武者系列有獨立連貫劇情，其餘角色均屬單元故事、機動戰士角色被賦予SD版本獨有玩法、以及再次擁有眼珠貼紙。），同時結合SDX系列及從三國傳系列以來不斷提升的可動關節結構，重新詮釋部份SD高達中曾經登場的人氣角色。
「傳說BB」製作班底亦以早期系列主要成員為骨幹，包括長期負責SD模型商品設計寺島慎也、有「BB戰士之父」稱號、負責盒面插畫及說明書漫畫作者今石進、以及宣傳品插畫、SD Cardass系列作者橫井孝二。
本系列從構思到發行，籌備近一年時間，最終定位為類似HGUC系列，以非連貫、人氣度決定作為角色商品化準則。因此亦可視為自「三國傳」以來，單一系列作品的暫時完結。
2014年高達動畫高達創戰者中，騎士高達(FA騎士高達)成為「谷島卡露拉」專用機體、此外殺驅頭、武者頑馱無、司令高達、以及未曾商品化的撒旦高達亦有客串出場。翌年續作高達創戰者Try也有號斗丸、魔龍劍士Zero出現在劇情中。

## 人物介紹

### SD戰國傳
以「BB戰士17.武者頑馱無」模型說明書中、武者頑馱無與六人若武者（參見SD戰國傳 天下統一篇）登場為時間點，加上以往僅在文字及卡片登場的「武者頑馱無真惡參」，重現「武者八人眾」原貌的新故事。
武者頑馱無
第三度商品化的人氣角色（武者頑馱無、烈火武者頑馱無、LGBB版），刪除以往裝甲卸下後組成鎧台座功能，改為輕裝時透過替換頭部，變成「璽武」
璽武
頑馱無軍團士兵，早在「武者七人眾編」已經以個別設計出場。LGBB版本則改為以武者頑馱無，透過替換部件重現。
殺驅頭
時隱之國領袖，亦為LGBB系列首個非高達系角色商品化，與舊版同樣可替換闇將軍鎧甲（SD戰國傳 武者七人眾篇模型以「闇將軍」掛名，內附殺驅頭鎧甲; LGBB版則以「殺驅頭」掛名，內附闇將軍鎧甲）

#### 「雷凰頑馱無」篇
官方網頁連載單頁漫畫故事，以初代大將軍之子「雷凰」為主角。
雷凰頑馱無/二代目大將軍
故事主角，初代大將軍之子。父親陣亡後繼承大將軍一職。
初代大將軍
頑馱無軍團初代領袖、雷頑馱無兄長、雷凰(二代目大將軍)之父，被黑魔神殺害。僅出現在雷凰夢中。
白銀刃(Silver Bullet)
「地之鎧」擁有者，後來被黑魔神殺害。僅出現在雷凰夢中。(sd戰國傳 天下統一篇中，頑馱無軍團由於「三武將」缺少「地之鎧」人選致敗，直到荒烈驅主穿越時空，並成為地之鎧擁有者「新荒烈驅主」後，歷史才得以改變。LGBB版本則描寫為三武將已經齊集，可惜仍然戰敗。)
使用「新荒烈驅主」與「周倉杜賓狼」零件改造而成。
將頑馱無/雷頑馱無
頑馱無軍團軍師、初代大將軍之弟、「雷之鎧」擁有者，保管「白銀之盾」。官方設定稿中，以武者頑馱無為舊模，外加新部件構成。
黑魔神
暗黑軍團首領，殺害初代大將軍及白銀刃。
怒宇勉狼(Doven Wolf)
闇軍團成員。
武者齋胡頑馱無
武者七人眾成員，戴上闇軍團洗腦面具後成為巨忍軍團成員之一。

#### 武者八人眾篇
官方網頁連載單頁漫畫故事，分為上、下集，以往日僅有設定提及的「武者頑馱無真惡參」為主角，以真惡參因野心盜取「銀之盾」，結果招來落雷擊中並且失蹤(實際上被雷擊後被轉移到拉古羅亞，靈魂更一分為二，成為騎士高達與撒旦高達)，令「武者八人眾」在缺少一員下，成為日後「武者七人眾」的故事為藍本。
武者頑馱無真惡參
武者八人眾之一、為獲得更強大力量，試圖偷取「白銀之盾」。
若武者隊
武者八人眾成員，包括精太（若武神）、摩亞屈（若隼）、馱舞留精太（若獅）、仁宇（若龍）、齋胡（若犀）、農丸（若農丸），外形以舊版為基礎，但有些微改動（例如齋胡天線右端折斷）
我怖崇靈
時隱之國武者，遇見盜取白銀之盾的真惡參，試圖游說真惡參變節但最終失敗。

### 新SD戰國傳
武者飛驅鳥
新SD戰國傳 七人之超將軍篇主角、舞威丸(號斗丸)之兄。模型版本繼續沿用舊版本的粉紅透明部件，支援兵器/裝甲「鋼鐵迦樓羅」構造也大幅改動，呈現舊版本由於技術所限，未有完成的效果。
劍聖副將軍
新SD戰國傳 傳說之大將軍篇中、「三烈神」之一烈空成為副將軍後的新型態，也是飛驅鳥劍術導師。
原型是以烈空頑馱無加上烈破頑馱無零件改造而成，僅出現在PS遊戲「機動武者大戰」裡，LGBB版本首次加到故事裡。
奧方
被飛驅烏拯救的少女，也是飛驅鳥成為大將軍後的妻子、武威凰(武威凰大將軍)、武威之助(新凰)之母。
原本僅在新SD戰國傳 武神輝羅鋼篇 「武威凰大將軍」模型說明書的角色介紹中出現，LGBB版本首次加到故事裡。
武者號斗丸
新SD戰國傳 超機動大將軍篇25年來SD武者中最人氣主角、以至於高達創戰者TRY中，成為神木世界與阪井湊決戰時使用的高達模型。爆流頑馱無徒弟、鐵機武者鋼丸好友。大幅提升「爆熱之陣」可動性、以及外觀完整度，例如新增透明部件呈現寶石效果。
鐵機武者鋼丸\
爆流參考機動武者大鋼設計的鐵機武者、號斗丸好友，可變形成巨大武者「鐵機鋼丸型態」。高達創戰者TRY中，在星際凱旋高達變成「Real Mode」及使出最後必殺時，以幻影姿態出現。

### SD高達外傳
騎士高達
拉古羅亞救世主、真惡參「善」的化身。外觀設計以舊版為藍本，人馬變形、斗蓬等功能則參考「武者烈傳．零為基礎。
FA騎士高達
籍傳說石板令力量提升，裝備「三神器」霞之鎧、炎之劍、力之盾的新型態。
撤旦高達
捷古自護魔頭、真惡參「惡」的化身。
騎士獨角獸
官方公布線稿角色，橫井孝二在「復刻Carddas」全新繪製的系列當中，有出現騎士獨角獸發動NT-D後的面貌。能夠穿越時空的騎士，可以籍咭片召喚歷代騎士及機兵作為支援。
魔龍劍士Zero
SD高達外傳 聖龍物語主角。LGBB中首次推出雙鎧甲角色。於高達創戰者TRY亦有出場。

### SD司令戰記G-Arms
司令高達

### SD高達三國傳（2013年版）
由三國傳系列模型漫畫作者下田龍彥執筆，故事背景為模型漫畫版「BB戰士三國傳_戰神決鬥篇」、時點介乎消滅天熾鵬司馬懿後、司馬炎建立「真」國統一天下之前。講述之前被消滅的「蚩尤」再度復活，四位勇者——劉備、曹操、孫權、呂布，獲得從天玉鎧分裂的光之玉，進化為新型態，再度與蚩尤決戰。

#### 翔國
突擊劉備高達（GAT-X105 攻擊鋼彈
翔國國主，當「四凶」檮杌巴古出現時，從小孩手中獲得「光之玉」，並進化成「突擊劉備高達」。除了擁有結合劍裝備、炮裝備的「蒼龍之神器」，更可從曹操借用「炎凰之神器」，結合成「龍凰突擊劉備高達」。
武器﹕鋼龍刀X2
神器合體型態﹕
激龍突擊劉備高達
由「蒼龍之神器」頭部至腰部組成，以炮擊戰為主。
武器﹕激龍炮
裝備﹕綠龍甲
必殺﹕縛龍波
龍刃突擊劉備高達
由「蒼龍之神器」腰部至尾部組成，以白刃戰為主。
武器﹕蒼龍刃、甲龍爪
裝備﹕蒼龍甲斯灣
必殺﹕蒼龍斬
蒼龍突擊劉備高達
「蒼龍之神器」全裝備型態，兼具火力、白刃戰能力，但機動力及飛行能力未有提升。
武器﹕蒼龍刃、甲龍爪、激龍炮
裝備﹕蒼龍甲、綠龍甲
炎凰突擊劉備高達
借用曹操「炎凰之神器」後結合的型態，以飛行、機動戰為主。
武器﹕炎凰劍
裝備﹕赤炎甲、炎凰翼
龍凰突擊劉備高達
同時裝備「蒼龍之神器」與「炎凰之神器」、兼具火力、白刃戰、飛行能力的終極型態。
武器﹕蒼龍刃、甲龍爪、激龍炮、炎凰劍
裝備﹕赤炎甲、蒼龍甲、綠龍甲、炎凰翼
必殺﹕星霸龍凰斬
關羽高達
劉備義兄弟，「蒼龍之神器」分體後，既可替換「激龍」裝備，亦可與劉備、張飛發動「三位一體合體」
張飛高達
劉備義兄弟，「蒼龍之神器」分體後，既可替換「龍刃」裝備，亦可與劉備、關羽發動「三位一體合體」

#### 機駕
命運曹操高達（ZGMF-X42S 命運鋼彈）
機駕前任國主(現任為兒子曹丕)，獲得光之玉力量後，獲得「炎凰之神器」，後來借予劉備，成為「神器合體型態」。
面罩可以脫下，變成DX高達臉孔。
炎凰命運曹操高達
裝備「炎凰之神器」後結合的型態，以飛行、機動戰為主。
武器﹕炎凰劍
裝備﹕赤炎甲、炎凰翼

#### 轟國
異端孫權高達（MBF-P01 異端鋼彈）
轟國國主，獲得光之玉力量後進化而成

#### 其他
天意呂布高達（ZGMF-X13A Providence+托爾吉斯III）
「戰懍之暴將」呂布，獲得光之玉後進化而成。最初被蚩尤控制，一度與劉備等人對峙。

#### 四凶/蚩尤
檮杌巴古
窮奇光束試驗用希古
混沌札姆扎扎
饕餮蓋爾茲傑
蚩尤毀滅高達
前次大戰被打敗後，以分身「四凶」再度作亂。最後四合為一變成巨大魔神。